# Dariush Mostafavi
Dariush Mostafavi (en persa: سید داریوش مصطفوی‎, Teherán, Irán; 8 de septiembre de 1944 – 1 de agosto de 2025) fue un futbolista y dirigente deportivo iraní que jugó en la posición de lateral izquierdo.

## Carrera

### Club
| Periodo   | Club            |
| --------- | --------------- |
| 1963      | Tehranjavan FC  |
| 1964-1969 | Taj FC          |
| 1970-1972 | Persepolis FC   |
| 1972-1975 | Oghab Tehran FC |

### Selección nacional
Jugó para Irán en cinco ocasiones de 1964 a 1971, tres de ellos fueron en los Juegos Olímpicos de Tokio 1964 donde Irán fue eliminado en la fase de grupos.

### Dirigente
Fue presidente de la Federación de Fútbol de Irán de 1994 a 1997, teniendo como principal logro el tercer lugar en la Copa Asiática 1996. También fue presidente del Persepolis FC de 2008 a 2009.

## Logros
- Iran Pro League (1): 1971/72
- Liga de Teherán (1): 1968/69